# Matthew VanDyke
Matthew „Matt“ VanDyke (* 1979 in Baltimore, Maryland, Vereinigte Staaten) ist ein amerikanischer Dokumentarfilmer und Aktivist, der sich beim Bürgerkrieg in Libyen 2011 als freiwilliger bewaffneter Kämpfer den Rebellen (Libysche Nationale Befreiungsarmee) anschloss und sich fünfeinhalb Monate in libyscher Kriegsgefangenschaft befand. Zudem war er später im Syrischen Bürgerkrieg auf Seiten der Freien Syrischen Armee aktiv.

## Leben

### Studium
VanDyke wuchs als Einzelkind bei seiner Mutter in Baltimore auf. Er erlangte die Hochschulreife über einen General Educational Development Test und besuchte zunächst ein Community College. 2002 erlangte er den Bachelorgrad in Politikwissenschaften an der University of Maryland, Baltimore County mit summa cum laude. 2004 schloss er sein Studium in „Security Studies“ mit einem Schwerpunkt auf dem Nahen Osten an der Georgetown University in Washington, D.C. mit dem Mastergrad ab. Seine Thesis trug den Titel Why Al Qaeda Targets the US. Während seines Studiums schrieb er eine Kolumne für die Studentenzeitung The Hoya und war Co-Moderator einer Sendung des Campus-Radios der Georgetown University.
VanDyke bewarb sich während seines Studiums für ein Praktikum bei der CIA, wurde jedoch nicht angenommen. Nach dem Studium versuchte er erfolglos, sich zusammen mit einem Cousin selbstständig zu machen, später nahm er verschiedene Gelegenheitsjobs an.

### Motorradreisen
Inspiriert von den Abenteuerfilmen von Alby Mangels, der sich stets selbst filmte, beschloss VanDyke, die arabische Welt kennenzulernen, die er nie zuvor besucht hatte, und sie als seinen persönlichen „Crashkurs in Männlichkeit“ mit dem Motorrad zu bereisen, worüber er einen Dokumentarfilm drehen wollte. Seine erste Reise führte ihn in den Jahren 2007 bis 2009 mit einer Kawasaki KLR 650 von Spanien aus nach Marokko, Mauretanien, Tunesien, Libyen, Ägypten, Jordanien, Syrien und den Irak, wo er als Englischlehrer arbeitete und für eine Regionalzeitung seiner Heimat, den Baltimore Examiner, zwei Artikel als Embedded Journalist der US-Armee schrieb. Daneben finanzierte er die Reise durch Sponsoring in seinem Blog, und zwischen Marokko und Mauretanien schmuggelte er Autos für Hehler in Europa. Die Reise wurde durch mehrere Flüge in die USA unterbrochen, zu VanDykes Mutter und seiner Freundin, die er bei den Reisevorbereitungen in Madrid kennengelernt hatte, und einmal, um einen Schlüsselbeinbruch auszuheilen, den er sich bei einem Sturz mit dem Motorrad zugezogen hatte.
2010 folgte eine sechsmonatige Motorradreise zusammen mit dem amerikanischen Fotografen Daniel „Dan“ Britt vom Irak über die Türkei und den Iran nach Afghanistan, wo beide abermals als eingebettete Journalisten die US-Truppen im Afghanistan-Krieg begleiteten. Die beiden wurden auf ihrer Reise mehrfach verhaftet. Im Dezember 2010 kehrte VanDyke nach Baltimore zurück.

### Bürgerkrieg in Libyen
Auf seinen Reisen schloss Matthew VanDyke enge Freundschaft mit einer Gruppe von Libyern um Nouri Fonas, den er als „Hippie“ bezeichnet. Als kurz nach seiner Rückkehr in die Vereinigten Staaten der Arabische Frühling und schließlich der Bürgerkrieg in Libyen begann, stand er mit dieser Gruppe in Kontakt. Sie erzählten ihm von verwundeten, getöteten und verschwundenen Freunden und fragten „Warum hilft uns keiner?“. VanDyke: „Da passierte etwas in mir. Ich konnte nicht einfach weiterarbeiten. Ich hatte das Gefühl, dass ich nach Libyen muss. Ich hatte nach meinen langen Reisen nicht mehr wirklich Freunde in Amerika, aber in Libyen, da hatte ich wahre Freunde gefunden.“
VanDyke brach die Arbeiten an dem Film War Zone Bikers über seine zweite Motorradreise sowie an einem Buch Ende Februar 2011 ab, so dass beide nie fertiggestellt wurden. Stattdessen reiste er mit seiner Kamera nach Libyen, um sich den Rebellen im Kampf gegen Muammar al-Gaddafis Truppen anzuschließen. Seiner Mutter und seiner Freundin sagte er dagegen, er erwarte ein Ende der Kampfhandlungen vor seiner Ankunft und werde wieder abreisen, sollten die Regierungstruppen seinem Standort zu nahe kommen.
Am 7. März schloss VanDyke sich in Bengasi einer Gruppe von sieben militärisch unerfahrenen libyschen Rebellen um Nouri Fonas an. Am 13. März 2011 geriet die Gruppe bei einer ersten Aufklärungsmission an die Front in einen Hinterhalt in Brega. VanDyke verlor das Bewusstsein und fand sich in einem Gefängnis wieder, wo er verhört wurde und gesagt bekam, er werde Amerika nie wiedersehen. Ihm wurden seine eigenen Videoaufnahmen vorgespielt, auf denen er sich selbst als Revolutionär zu erkennen gab. In den folgenden Tagen wurde er in das Maktab-al-Nasser-Gefängnis in Tripolis verlegt, wo er 85 Tage Isolationshaft in einer zweieinhalb Quadratmeter großen Zelle verbrachte und dreimal am Tag zur Toilette durfte. Weitere Verhöre oder Gerichtsverhandlungen fanden nicht statt, ebenso blieb die von VanDyke befürchtete Folter aus. Im Anschluss wurde er in das Abu-Salim-Gefängnis verlegt, wo er weitere 81 Tage in Isolationshaft verbrachte, mit einer Milchtüte als einzige Ablenkung. VanDyke bastelte sich eine Schlinge und versteckte eine Plastiktüte vor den Wärtern, um gegebenenfalls Suizid begehen zu können.
VanDykes Mutter schaltete Behörden und die Medien ein, um das Schicksal ihres Sohnes aufzuklären, und der amerikanische Politiker Dutch Ruppersberger forderte die libysche Regierung öffentlich auf, über seinen Verbleib zu berichten. Am 25. Mai 2011 erklärte der stellvertretende libysche Außenminister Khaled Kaim, keine Informationen über VanDyke zu haben. Anfang August bestätigte die Regierung, dass er sich in ihrem Gewahrsam befand, erlaubte aber keine Besuche oder Gespräche und hielt geheim, in welchem Gefängnis er sich befand. Abgesandte von Human Rights Watch fragten bei einer Inspektion des Abu-Salim-Gefängnisses nach, ob VanDyke sich dort befinde, was jedoch geleugnet wurde.
Am 24. August 2011 öffneten Mitgefangene im Zuge der Befreiung Tripolis’ VanDykes Zellentür, und er entkam dem Gefängnis. Er verbrachte einige Tage im Haus eines Mitgefangenen, bevor er als Gast des Nationalen Übergangsrates in das Corinthia Hotel Tripoli wechselte und mit Reportern über seine Kriegsgefangenschaft redete. VanDyke erklärte, das Land nicht verlassen zu wollen, ehe Gaddafis Truppen geschlagen und alle Kriegsgefangenen befreit seien. Human Rights Watch zeigte sich angesichts der eigenen Befreiungsbemühungen enttäuscht über diese Entscheidung. Auch aus dem Umfeld des Committee to Protect Journalists, das sich ebenfalls für seine Befreiung eingesetzt hatte, wurde Kritik laut. Insbesondere wurde ihm vorgeworfen, sich als Journalist ausgegeben zu haben und damit sich selbst und die Arbeit tatsächlicher Journalisten gefährdet zu haben. VanDyke weist die Vorwürfe von sich, dass er oder seine Familie ihn je als Journalisten ausgegeben haben.
VanDyke traf sich wieder mit Nouri Fonas und in Ras Lanuf mit dem Kommandeur der Ali-Hassan-al-Jaber-Brigade, der ihm erlaubte, sich der inzwischen offiziell gegründeten Libyschen Nationalen Befreiungsarmee anzuschließen. Der Amerikaner stand mit den Rebellen an der Front, als diese von Harawa zu Gaddafis Heimatstadt und neuen libyschen Hauptstadt Sirte vordrangen. In der finalen Schlacht des Bürgerkrieges war VanDyke an den heftigen Kämpfen der Ostfront um Sirte beteiligt. Er übernahm verschiedene Rollen und Waffengattungen, war aber hauptsächlich als DSchK-Maschinengewehrschütze tätig, da er aufgrund seiner Zeit mit den US-Soldaten mehr Erfahrung mit schweren Waffen hatte als die meisten seiner Mitstreiter. Abseits der Kampfhandlungen unterstützte er Reporter auf dem Schlachtfeld.
Am 7. November 2011 kehrte er in die USA zurück und gab Reportern gegenüber an, sich für die syrische Revolution bereit machen zu wollen.

### Not Anymore und Bürgerkrieg in Syrien
2012 begann Matthew VanDyke mit den Vorbereitungen für den kurzen Dokumentarfilm Not Anymore: A Story of Revolution, der erklärtermaßen das Bild der Rebellen im Bürgerkrieg in Syrien verbessern und diesen internationale Unterstützung einbringen sollte. Er erklärte, dass er angesichts der Ausrüstungsknappheit der syrischen Rebellen diesen Weg der Unterstützung einem erneuten Kampfeinsatz vorzöge. Für die Finanzierung des Films wollte seine Mutter 13.000 Dollar beisteuern, 19.500 Dollar sollten über eine Crowdfunding-Kampagne auf der Plattform Kickstarter eingenommen werden. Beim Stand von 15.000 Dollar wurde die Kampagne aber seitens Kickstarter abgebrochen, da die Plattform keine Hochrisikoaktivitäten finanziert.
Im Oktober 2012 filmte VanDyke für den Film einen Monat lang in Aleppo, das zu diesem Zeitpunkt unter Artilleriebeschuss des Assad-Regimes stand und von Flugzeugen angegriffen wurde. Die syrische Regierung warnte im staatlichen Fernsehen vor VanDyke als Terrorist der Freien Syrischen Armee, was die Gefahr einer Entführung oder eines Attentats auf ihn drastisch erhöhte.
Not Anymore: A Story of Revolution wurde im September 2013 unter anderem auf YouTube veröffentlicht und im Oktober von der ARD im Rahmen der Sendung Panorama in einer leicht überarbeiteten Fassung gesendet. Der Film gewann den Kurzfilmpreis bei den One World Media Awards und erreichte den ersten Platz (Non Fiction) im Kurzfilmwettbewerb des USA Film Festivals.

### Point and Shoot
Im April 2014 veröffentlichte der Dokumentarfilmer Marshall Curry seinen Film Point and Shoot auf dem Tribeca Film Festival, wo der Film den Preis für die beste Dokumentation erhielt. Der Film besteht aus VanDykes Filmmaterial aus den Jahren 2007 bis 2011, ergänzt um Interviews und eine animierte Passage zur libyschen Gefangenschaft. Er erläutert Matt VanDykes persönlichen Hintergrund, zeigt seine Motorradreisen und seine Kämpfe in Libyen. Auch der Konflikt der Doppelrolle des Kameramanns und Kämpfers wird in Bildern und Kommentaren mehrfach herausgearbeitet.
Weiter gewann der Film den Dokumentarfilm-Spezialpreis der Jury beim Independent Film Festival of Boston, und VanDyke den Spezialpreis der Jury für besondere Courage beim Filmemachen beim Little Rock Film Festival.

### Sons of Liberty
Im Februar 2015 wurde bekannt, dass VanDyke das Non-Profit-Unternehmen Sons of Liberty International (SOLI) gegründet hat, das aus ihm selbst und mehreren amerikanischen Kriegsveteranen besteht. Mission der SOLI ist es, die Nineveh Plain Protection Units (NPU), eine Miliz der assyrischen Christen, auszubilden, mit dem erklärten Ziel, das christliche Kulturerbe des Irak in der Ninive-Region vor dem Islamischen Staat zu beschützen und eroberte Gebiete zurückzugewinnen. Insgesamt sollen 2000 Kämpfer ausgebildet werden. Ob VanDyke die militärische Ausbildung auf irakischem Boden ohne entsprechende Genehmigungen durchführen darf, ist umstritten. Ebenso kritisiert wird, dass VanDykes Bestrebungen einen Religionskrieg fördern könnten und der Dschihad-Propaganda aufgrund des amerikanischen Einflusses Angriffsfläche bieten könnte.

## Privates
VanDyke ist Mitglied bei Mensa.
Nach eigenem Bekunden leidet er schon seit jungen Jahren unter mehreren Zwangsstörungen, so vermeidet er etwa den Kontakt mit Zucker, wäscht sich übermäßig häufig die Hände und befürchtet regelmäßig, Menschen angefahren zu haben. In der Gefangenschaft und dem Kriegseinsatz wurden diese Störungen schlimmer.